# Quique Aguilar
Carlos Aguilar (San Juan; 3 de diciembre de 1971), conocido como Quique Aguilar, es un cineasta y actor argentino, también productor, guionista y montajista, que ha incursionado en cine, televisión y teatro.
Inició su carrera como integrante del reparto de telenovelas y se desempeñó en distintas labores detrás de cámaras, en diferentes producciones televisivas. Fue realizador de diversos cortometrajes y en teatro produjo las obras Extraña pareja femenina (2001) y Más que amigos (2004). 
Dirigió su ópera prima a los 20 años de edad, Un minuto treinta y dos (1992) y sus siguientes largometrajes resultan pioneros de la cinematografía digital latinoamericana; Mercenarios (2000) y Nada por perder (2001), siendo esta última considerada como una película de culto y el primer film argentino en abordar la hemofilia, patología que además padece.

## Primeros años
Nació el 3 de diciembre de 1971 en la ciudad de San Juan, capital de la provincia homónima. Es hijo del periodista Carlos Alberto Aguilar (12 de mayo de 1929-15 de febrero de 1992) y la docente Susana Aguilar (6 de enero de 1934-26 de febrero de 2011). Luego de su nacimiento, sus padres se radicaron nuevamente en Buenos Aires después de vivir dos años en la región cuyana. A los cuatro años de edad, fue diagnosticado con hemofilia severa tipo A, enfermedad crónica cuya medicación efectiva era producida en el exterior y no ingresaba al país debido a su elevado costo y la falta de cobertura estatal. Ante esto, sus padres realizaron diversos reclamos ante las autoridades y mediante los medios de comunicación —siendo su padre conductor del noticiero Teleonce informa— logrando así obtener el apoyo del estado nacional hacia esa comuna.

## Carrera

#### Década del 1970
Desde su diagnóstico, estuvo bajo el riguroso cuidado de sus padres y esto le posibilitó entrometerse en diferentes de sus producciones desde su niñez. En 1975 actuó junto a Lili Masaferro en una serie de cortometrajes publicitarios fílmicos para la empresa YPF, que fueron exhibidos en cine y televisión en conmemoración del quincuagésimo tercer aniversario de la fundación de esta empresa. En 1978 protagonizó el comercial Buena suerte Argentina de la compañía vitivinícola Bodegas Arizu y en 1979 integró el jurado del programa infantil Festilindo, año en el que también apareció en el fondo de títulos del ciclo El festival de Tom y Jerry. En 1980 participó en Cantando y a la cama, un spot estelarizado por el grupo musical Parchís que marcaba la finalización del horario de protección al menor de Canal 7.

#### Década del 1980

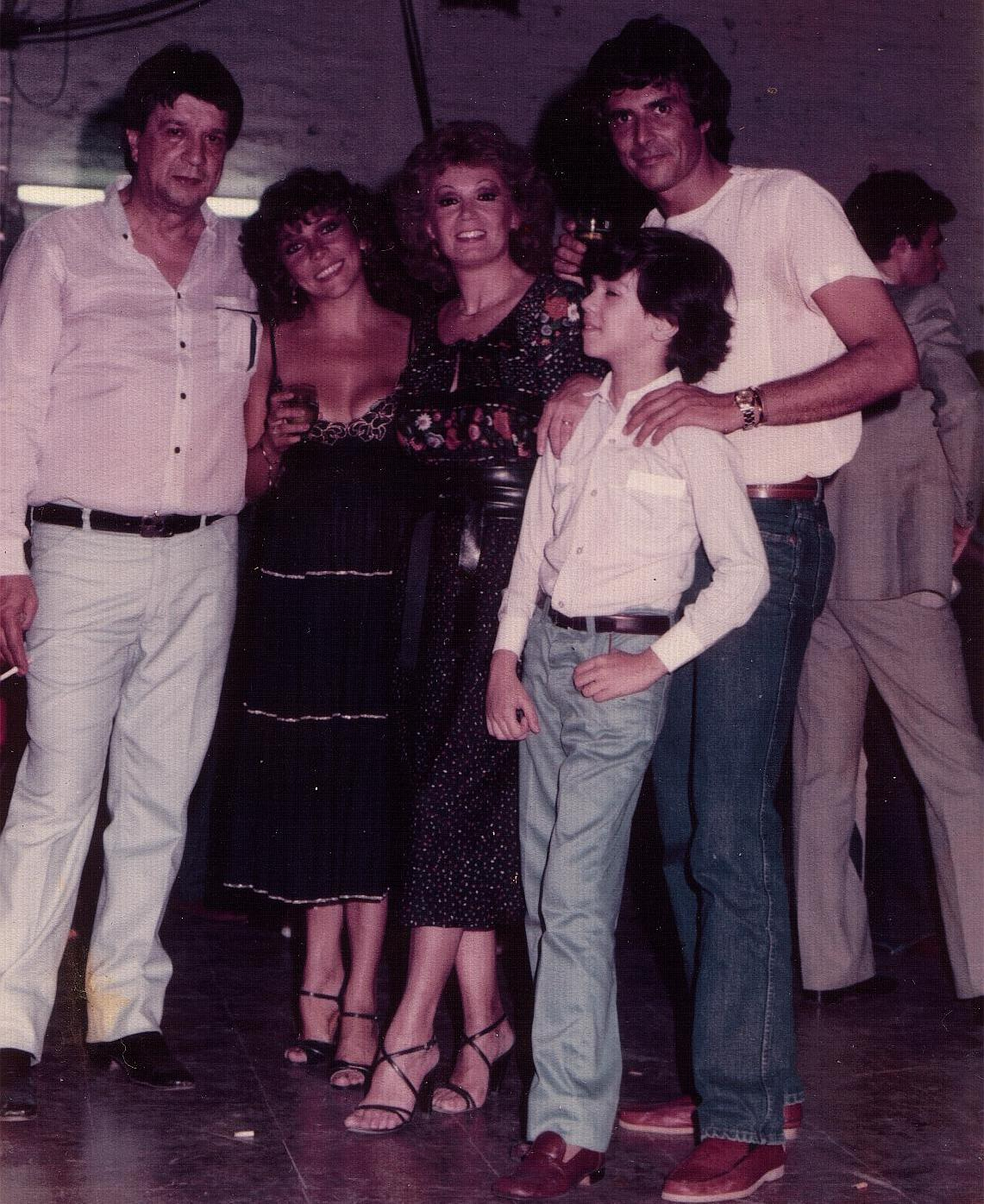
De izquierda a derecha: Carlos Alberto Aguilar, Verónica Castro, Chela Castro, Quique Aguilar y Jorge Martínez en Verónica: el rostro del amor, 1982.

En 1982 se incorporó al elenco estable de Verónica: el rostro del amor, telenovela que contó con una gran repercusión internacional. Fue elegido al filtrarse en las audiciones —llevadas a cabo por Sabina Olmos, Armando Barbeito y Germán Kraus— realizadas en Canal 11 e interpretó a Gonzalo, un alumno pupilo de una escuela en Suiza, que visitaba a su padre por unos días. Esta aparición tenía una duración prevista de cinco episodios desde el decimoséptimo capítulo, pero por desavenencias de producción, el personaje de Renato —padre de Gonzalo, interpretado por German Kraus— cayó en un coma irreversible, no obstante el papel de Gonzalo continuó hasta la finalización del culebrón. En 1983 integró el reparto de Cara a cara, la segunda telenovela que Verónica Castro protagonizó en territorio argentino y encarnó a un niño huérfano —llamado Aníbal, en referencia al bandoneonista Pichuco— residente de un albergue para carenciados al cuidado de una monja, interpretada por Susy Kent. 
En 1984 participó del capítulo piloto de la serie Tiempo Cumplido. Al poco tiempo, fue convocado por Raúl Portal, de quien fue partenaire en el segmento humorístico Para lelos del programa ómnibus Sábados de la bondad. En ese mismo año, como consecuencia del escándalo de medicamentos para hemofílicos infectado con el virus del VIH/sida, sus padres suspendieron sus transfusiones de factor VIII, hasta tanto llegaran al país las partidas libres de contaminación. En 1985 se desempeñó como asistente de programas radiales emitidos por Radio Argentina conducidos y producidos por su padre, quien retomaba su profesión periodística en democracia luego de haber sido censurado durante el autodenominado Proceso de Reorganización Nacional. Recién en 1987, pudo continuar con su tratamiento profiláctico y cubrió un papel estelar en la serie Tiempo Cumplido, la primera de la televisión argentina grabada completamente en locaciones. Allí encarnó a Gastón, único hijo del protagonista (Alberto de Mendoza) que vivía con su tía Paula (Chunchuna Villafañe) y era estudiante de música. También colaboró en la redacción de algunos diálogos y como auxiliar de edición. Además, en uno de sus episodios cuenta con una escena donde ejecuta en bandoneón el tango «Volver» junto al dúo musical de Néstor Marconi y Ángel Ridolfi, en el bar Café Homero de Palermo. Una nota del diario Clarín lo definió como un «comediante con raro ángel».
En 1988 fue asistente de dirección en Misión Comando, uno de los primeros telefilmes argentinos. También colaboró en la reapertura del Teatro Bambalinas —situado en el barrio de San Telmo— que había sido adquirido por sus padres. Allí se llevó a escena La resistible ascensión de Arturo Ui, presentándose también el álbum de estudio Un baión para el ojo idiota de la banda de rock Patricio Rey y sus Redonditos de Ricota. En 1989 sus padres también conformaron Red de Comunicadores Independientes, una empresa productora de televisión donde ofició como asistente de producción en el magazine femenino Entre nosotras y en los ciclos periodísticos Claves de hoy, Sin concesiones y Vida o droga. En este último, del que su madre era la productora ejecutiva, se desempeñó también como «notero» para la versión radiofónica emitida por Radio Belgrano. Fue el primer programa de la televisión argentina destinado a la prevención del uso indebido de drogas y resultó nominado por la Asociación de Periodistas de la Televisión y la Radiofonía Argentinas al premio Martín Fierro por «mejor programa cultural, educativo o documental» en 1989. En ese mismo año sus padres fundaron Centro Producciones, un conglomerado de medios de comunicación ubicado en el barrio de Almagro, aunque fue discontinuado debido a que Carlos Alberto fue diagnosticado de cáncer de laringe.

#### Década del 1990

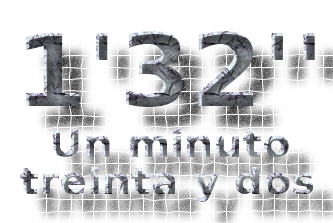
Un minuto treinta y dos segundos (1992), ópera prima del director. Su historia abarca, entre otras temáticas, los pormenores de un canal de televisión.

En 1991 tuvo una participación esporádica en el sexto capítulo de la telenovela ¡Grande, pa! pero ante la oportunidad ofrecida por José Enrique Crousillat de incorporarse a Crustel, se volcó nuevamente detrás de cámaras. Se desempeñó inicialmente como asistente de producción en la telenovela Manuela y continuó trabajando en la compañía hasta finalizar la preproducción y los exteriores especiales de Soy Gina, tira que abandonó en 1992 cuando falleció su padre. Tras algunas semanas de inactividad se incorporó al elenco de la telenovela Princesa producida por Raúl Lecouna, pero sin un rol asignado previamente. Transcurrido más de un mes sin personaje pergeñó una historia sobre la cual realizó su ópera prima, Un minuto treinta y dos segundos. Este telefilme de crimen y misterio, protagonizado por Pablo Machado, Daniel Guerrero, Elvia Andreoli, Noëlle Balfour, Jorge Schubert y Damian De Santos, narra las peripecias de un joven luego de ser testigo de un secuestro y documentarlo con su cámara de vídeo. Además de la dirección, estuvo a cargo de la producción, la edición y realizó un cameo en las tomas finales. El largometraje está dedicado a la memoria de su padre y contó con un guion coescrito por su madre, quien también llevó a cabo la producción ejecutiva. La posproducción fue realizada en los estudios Pampa, los primeros en Latinoamérica en contar con equipamientos digitales. Paralelamente colaboró con María Soledad Crousillat en el casting de Micaela, otra tira diaria Crustel. En 1993 se incorporó como «chequeador» en la filial argentina del Grupo Televisa durante la telenovela Apasionada. En esta compañía continuó desempeñándose para  Esos que dicen amarse, donde también estuvo encargado de los exteriores especiales, solicitado por Pancho Guerrero. Al poco tiempo participó del primer equipo de edición off-line en la televisión argentina, para la coproducción mexicana El amor tiene cara de mujer. En 1994 quedó a cargo de la preproducción junto a Raúl Astor de la tira diaria El día que me quieras, donde permaneció como productor de exteriores. Durante ese mismo año realizó con Raúl Becerra el programa piloto Los indomables —una remake del noticiero humorístico Semanario Insólito de 1981— conducido por Roberto Pettinato y Lalo Mir. También desarrolló el guion cinematográfico de Traqueotomia, sobre un texto original de su padre. No obstante, hacia finales de 1995 y como consecuencia del crisis económica en México de 1994, la empresa cerró su productora en el país. 
En 1996 realizó el capítulo piloto de Seguridad privada, una miniserie policial protagonizada por Osvaldo Sabatini, Jean Pierre Noher, Maurice Jouvet, Ginette Reynal y Aldo Barbero. Esta coproducción junto a Pepe Parada y Ovidio García, no continúo dado que este último se incorporó como gerente artístico a Canal 7, convocándolo para acompañarlo en la gestión. En la emisora se desempeñó como productor del ciclo Antes de la medianoche, presentado por Amalia "Yuyito" González y también fue realizador de informes y dramatizaciones del programa de investigación periodística Mediodía con Mauro conducido por Mauro Viale, que con el correr de las emisiones se mutó en un talk show. En 1997 se desvinculó del canal para poder coproducir con este mismo una remake de Tiempo Cumplido, pero la gerencia desistió del proyecto debido al inicio de las transmisiones de la telenovela R.R.D.T. y entender que las historias eran idénticas. Ante esto, denunció penalmente a Adrián Suar por «delito de plagio». A pesar de las pericias realizadas por la Facultad de Filosofía y Letras de la Universidad de Buenos Aires y la División Imagen y Sonido de la Gendarmería Nacional Argentina, el juicio se prolongó durante más de una década y en 2010 el fundador de Pol-ka Producciones fue sobreseído por «falta de mérito». En 1998 retomó de forma independiente la preproducción de Traqueotomía contando con Alfredo Alcón para el rol principal, quien abandonó el proyecto para esteralizar la película Cohen vs. Rosi. Esto provocó demoras en el cronograma de rodaje previsto y a pesar de contar con Arturo Puig como nuevo protagonista, el proyecto entró en un  development hell. Al año siguiente fue el realizador de sketches y fondos de títulos para el programa Totalmente, conducido por Miguel del Sel y producido por Ideas del Sur para Azul Televisión.
En el 2000 realizó Mercenarios, su segundo largometraje. Su trama estaba basada en Seguridad privada y fue protagonizado nuevamente por Osvaldo Sabatini, completándose el elenco con Catherine Fulop, Lito Cruz, Rodolfo Ranni, Pappo, Fernando Olmedo, Pepe Parada, Baby Etchecopar, Marcelo Alfaro y Elsa Berenguer. El proyecto había surgido del interés de la empresa Negocios Cinematográficos sobre un sistema que Aguilar estaba desarrollando en pro de obtener resultados fílmicos a partir de equipamientos digitales, siendo este largometraje una producción vanguardista de esta tecnología. No obstante, la falta de regulación en materia de cine digital por parte del Instituto Nacional de Cine y Artes Audiovisuales y la negativa de esa entidad a brindar el apoyo económico solicitado para su exhibición en salas comerciales, motivaron que la película no fuera estrenada. Mariano Olmedo, hijo Alberto Olmedo y director de producción del film, mencionó al respecto «en algún momento se estrenará esa película en homenaje a los que no están».

#### Década del 2000
Ante los resultados técnicos obtenidos en Mercenarios —entre ellos, la ampliación del tráiler a 35 mm sin deficiencias— Sabatini le propuso registrar el sistema bajo la marca de Digi-Films y realizar otra película, pero sin supeditación financiera del INCAA. Para ello este último invirtió «todos sus ahorros» en Nada por perder, donde se narra como un exitoso abogado queda en la calle por culpa de un político corrupto. Este largometraje independiente dramático-político grabado íntegramente en escenarios naturales, fue el debut cinematográfico de Sabatini —como productor y actor— y el elenco fue integrado por Paola Krum, Gerardo Romano, Lito Cruz, Germán Kraus, Antonio Grimau, Graciela Alfano, Franklin Caicedo, Mario Sapag, Ana María Picchio y el propio Aguilar, que además de dirigir el film, interpretó el personaje de Matías —hermano del protagonista— que padecía hemofilia, divulgando así esta enfermedad por primera vez en el cine nacional. Una reseña del diario La Nación calificó su participación en el reparto como «acertado actor». Aguilar definió la definió como «la primera película de cine digital no hecha en estilo de Dogma» y un «thriller de contenido social». Dijo que el largometraje simbolizaba la «realidad argentina» de la década del 90 y principios de los años 2000 y destacó que en la historia se enfocaba los modelos de corrupción existentes que sufrían los argentinos. También dijo que la película estaba basado en la «cercanía de los episodios» que se vivían a diario y que el candidato a presidente «tenía mucho que ver con la imagen de los políticos», mientras que la historia abarcaba las fallas que el sistema mostraba en relación con la «gente honesta que tiene algún padecimiento». El film fue exhibido días previos a la crisis de diciembre de 2001, en el contexto de una gran escasez de espectadores en las salas de cine y una desigual competencia en taquilla de largometrajes argentinos con respecto a las películas estadounidenses, por lo que no obtuvo un resultado comercial favorable a pesar de haber sido una de las diez cintas más vistas en esas fechas. Contó con una polarizada recepción crítica al momento de su estreno, siendo considerada años después como una película de culto. El licenciado en filosofía Carlos Schilling en su crítica para el diario cordobés La Voz del Interior la definió como una «película de acción intensa, con un ritmo narrativo que no decae casi nunca y con un guion que parece concebido en uno de los mejores laboratorios de Hollywood», elogiando también su dirección. Además destacó que los «principios del arte de la estafa» expuestos en el filme eran revelados de una «manera bastante más desolada» que la película Nueve reinas. El diario digital uruguayo LaRed21 la demarcó como un «thriller que mezcla la acción con la denuncia política, muy a tono con la realidad argentina», mientras que el periódico patagónico Río Negro la clasificó como «un apasionante thriller de contenido social, cuya acción lo coloca al nivel de las más importantes superproducciones internacionales». 

También durante el 2001, incursionó en la producción de espectáculos junto a Osvaldo Sabatini, llevando a escena la segunda versión en territorio argentino de la obra Extraña pareja femenina en el Teatro Lola Membrives. Fue protagonizada por Catherine Fulop en su debut teatral y Patricia Palmer, a partir de un proyecto que había surgido de ambas sobre la base de «dos actrices que comparten el camarín», pero que terminó derivándose en la comedia de Neil Simon. A diferencia de la versiones anteriores, esta contó con una banda sonora original, un diseño de iluminación propio, una escenografía dispuesta en dos plantas y no tuvo entreacto. Además, su trama estaba adaptada a Buenos Aires —en lugar de Nueva York— y diversos detalles del guion fueron amoldados a la cultura argentina. Una crítica del diario La Nación mencionó al respecto que «ya no se trata de mujeres que se acomodan a un discurso masculino, sino que, ambientadas en Buenos Aires, ellas se lucen con una caracterología netamente porteña, pero también muy femenina, que las hace verosímiles». La obra fue dirigida por Julian Howard y luego de su presentación en la avenida Corrientes, se trasladó para la temporada veraniega de 2001 y 2002 a la ciudad de Mar del Plata. A pesar de haber recibido una buena acogida crítica y ser la producción con mayor cantidad de nominaciones en los premios Estrella de Mar correspondientes a esos años, la comedia adelantó un mes su última función ya que la recaudación no cubría los costos de producción, en gran medida por la circulación simultánea de diecisiete tipos de monedas en ese período histórico. Durante su estadía en la costa atlántica, Aguilar desarrolló El loco de la ruta, una miniserie policial —readaptada años después a un guion cinematográfico neo-noir— basada en crímenes reales acaecidos en la metrópoli. Iba a ser protagonizada nuevamente por Osvaldo Sabatini, aunque el proyecto en ninguna de sus versiones vio la luz. En 2002 fundó la empresa Ciclos Producciones, siendo su director general y mediante la cual realizó diversas campañas promocionales para las empresas Mastercard, Chevrolet y General Motors presentadas por Horacio Cabak, Alejandro Fantino y Diego Capusotto respectivamente. En 2004 produjo el ciclo de divulgación científica Avances de la medicina, mediante el cual fue gestionada la asistencia del vicepresidente argentino Daniel Scioli al sexagésimo aniversario de la Fundación de la Hemofilia de Argentina —organismo que atravesaba una grave crisis institucional— diligenciando además la recepción a miembros de este establecimiento y de la Federación Mundial de la Hemofilia, por parte del ministro de salud Ginés González García.
En ese mismo año produjo la obra teatral Más que amigos, que fue presentada en el Teatro Metropolitan  y protagonizada por Maximiliano Ghione, Laura Fidalgo, Hugo Arana, Karina Dalí, Mariano Iúdica y Gerardo Grasl. La comedia dirigida nuevamente por Julian Howard, tuvo una modesta aceptación de la crítica y del público en su temporada en Buenos Aires, mientras que en su período en Punta del Este en 2005 —ya sin Aguilar como productor— no obtuvo resultados positivos. En 2009 fue uno de los menos de trescientos firmantes de la carta de apoyo a la Ley de Medios, moción que reafirmó años después pero en nombre de los trabajadores de la industria cinematográfica. En 2010 realizó el cortometraje La epopeya de Mayo sobre un capítulo original del ciclo Microhistorias del mundo, que fue exhibido al público asistente al tedeum realizado en la Basílica de Nuestra Señora de Luján con motivo de los festejos por el Bicentenario de la Revolución de Mayo en Argentina, al cual asistió el matrimonio de Néstor Kirchner y Cristina Fernández de Kirchner. A finales de ese mismo año reactivó Aguilar-Asociados, firma fundada por su padres y avocada a la preservación del archivo audiovisual acumulado durante más de medio siglo de actividad.

#### Década del 2010
Tras el fallecimiento de su madre en 2011, realizó nuevas escenas de Mercenarios para actualizar la versión sin estrenar del año 2000 e incluir fragmentos de Seguridad privada. Estas secuencias agregadas al guion, fueron protagonizadas por Jorge Martínez —quien había participado del capítulo piloto— y contó con la actuación de Germán Kraus y del propio Aguilar. Previamente, los tres habían coincidido en el reparto de Verónica: el rostro del amor y en los roles interpretados para la película, reiteraron los nombres utilizados en aquella tira. Al año siguiente, organizó la exposición Argentina 202, una muestra con historia. Allí presentó la colección La epopeya de Mayo, una serie de canvas realizados a partir de los textos de su padre sobre la revolución argentina de 1810 y las láminas originales de Alberto y Enrique Breccia elaboradas para Microhistorias del mundo, un programa de televisión censurado durante el autodenominado Proceso de Reorganización Nacional. Este formato respetaba «la voluntad del artista [Carlos Alberto] de mostrar sucesos que involucraran a aquellos militares patriotas que lucharon por la causa nacional, en contraposición con los dictadores de entonces». Su inauguración tuvo lugar en el Edificio Anexo de la Cámara de Senadores de la Provincia de Buenos Aires —quienes la definieron como una «obra artística única» que contribuía a la memoria colectiva y a las industrias culturales— y fue encabezada por el vicegobernador Juan Gabriel Mariotto. Se trató de la primera exhibición de una muestra itinerante presentada posteriormente en el Centro Cultural Torcuato Tasso, en el marco de un evento de la Agrupación Oesterheld y en variados establecimientos educativos bonaerenses.

#### Década del 2020
Se anunció para 2021 el estreno del film Mercenarios en plataformas digitales y la preproducción de Meridiano 70, un largometraje basado en hechos reales sucedidos en la estadía de sus padres en la provincia de San Juan en los años 1970.

## Vida privada
En 1998 formó pareja con la escenógrafa Gabriela Maffrê. Tienen dos hijos, Carlos Facundo (n. 2000) y Carlos Bautista (n. 2006).

## Filmografía
Largometrajes
| Año  | Título                           | Director | Guionista | Productor | Montajista | Notas       |
| ---- | -------------------------------- | -------- | --------- | --------- | ---------- | ----------- |
| 1992 | Un minuto treinta y dos segundos | Sí       | Sí        | Sí        | Sí         | [ nota 10 ] |
| 2000 | Mercenarios                      | Sí       | Sí        | Sí        | Sí         | [ nota 11 ] |
| 2001 | Nada por perder                  | Sí       | Sí        | Sí        | Sí         | [ nota 12 ] |

### Periódicos y publicaciones
- Fabiani, Nicolás Luis, ed. (2011). Actas de las XIV Jornadas Marplatenses y Argentinas de Teatro e Identidad: estética y poéticas de la fiesta (PDF) (1ª edición). Mar del Plata: Universidad Nacional de Mar del Plata. ISBN 978-987-544-411-9. Consultado el 22 de septiembre de 2020.
- La primera, Números 76-84. Grupo H S.A. 2001. Consultado el 30 de agosto de 2019.
- Humor, Números 481-493. Ediciones de la Urraca. 1996. Consultado el 30 de agosto de 2019.
- Veintitrés, Números 173-177. Comunicación Grupo Tres. 2001. Consultado el 30 de agosto de 2019.
- Revista Noticias (Editorial Perfil) XXI (1300). 24 de noviembre de 2001. ISSN 0328-4298.
- Serra, Alfredo (13 de febrero de 2001). Gente y la Actualidad (Editorial Atlántida) 36 (1856). ISSN 0328-8560.
- Vigo, Laura (27 de febrero de 2001). Revista Caras. Año XX (999). ISSN 0328-4301.
- «La lucha por el rating: Tiempo cumplido para Mario Sapag y Alberto de Mendoza». Diario Popular: p. 3. 19 de junio de 1987.
- «Luna de miel bien caliente». Gente y la Actualidad (Editorial Atlántida). 3 de julio de 2001. Consultado el 30 de agosto de 2019.
- Veintitrés, Temas 173-177. Comunicación Grupo Tres. 2001. p. 83. Consultado el 9 de mayo de 2019.
- Veintitrés, Temas 178-181. Comunicación Grupo Tres. 2001. p. 60. Consultado el 9 de mayo de 2019.
- La primera, Temas 50-58. Grupo H S.A. 2001. Consultado el 9 de mayo de 2019.
- Dubatti, Jorge (2012-2013). «El teatro de Bertolt Brecht en Buenos Aires: observaciones de Teatro Comparado». La Escalera (Porto Alegre, Brasil: International Brecht Society e Universidade Federal do Rio Grande do Sul) (22-23).
- Caras y la Actualidad (Editorial Atlántida) XX (1023). 15 de agosto de 2001. ISSN 0328-4301.
- Revista Viva. 10 de junio de 2001.
- La primera, Temas 85-93. Grupo H S.A. 2001. Consultado el 9 de mayo de 2019.
- Trespuntos, Temas 225-236. Editorial Trespuntos. 2001. p. 3. Consultado el 9 de mayo de 2019.
- El Periodista de Buenos Aires, Números 146-159. Ediciones de la Urraca. 1987. Consultado el 30 de agosto de 2019.
- Teatro, Números 29-36. El Teatro. 1987. Consultado el 30 de agosto de 2019.
- Teatro XXI: revista del GETEA Número 15. Facultad de Filosofía y Letras, Universidad de Buenos Aires (en colaboración con el Grupo de Estudios de Teatro Argentino. 2002. p. 122. Consultado el 9 de mayo de 2019.
- Noches de estreno. Gente y la Actualidade. 26 de septiembre de 2001. Archivado desde el original el 30 de agosto de 2019. Consultado el 30 de agosto de 2019.
- Somos, Números 571-588. Editorial Atlántidas. 1987. p. xxxix. Consultado el 30 de agosto de 2019.
- Humor, Números 89-96. Ediciones de la Urraca. 1988. Consultado el 30 de agosto de 2019.
- Procopio, Pablo (10 de abril de 2001). Gente y la Actualidad (Editorial Atlántida) 36 (1864). ISSN 0328-8560.
- Calatayud, María (27 de febrero de 2001). Gente y la Actualidad (Editorial Atlántida) 36 (1858). ISSN 0328-8560.
- Mazas, Luis (13 de agosto de 1987). «Zemma y Caicedo entre Brecht y Arturo Ui». Clarín. Consultado el 30 de agosto de 2019.

### En línea
- Novoa, Omar Jorge (29 de enero de 1998). «Vía libre/Televisión. La TV que no vemos». La Nación. Consultado el 21 de septiembre de 2020.
- «“Fórmula casi uno”, mejor espectáculo de humor en Mar del Plata». Provincia de Córdoba: La Voz del Interior. 13 de febrero de 2002. Archivado desde el original el 14 de enero de 2021. Consultado el 8 de septiembre de 2019.
- Casais, Susana (1 de octubre de 2009). «Carta a los senadores nacionales del Instituto Nacional de Cine y Artes Audiovisuales». angelfire.com. Consultado el 25 de septiembre de 2020.
- «Aseguran que Signos es un plagio: acusaciones, juicio y polémica». altapeli.com. 18 de septiembre de 2015. Consultado el 27 de septiembre de 2020.
- «Pantalla chica». La Nación. 30 de marzo de 2000. Consultado el 27 de septiembre de 2020.
- Podestá, Liliana (28 de febrero de 2020). «Verónica, el rostro del amor: una novela, un apasionado romance y un final poco feliz». La Nación. Consultado el 27 de septiembre de 2020.
- «Justicia a medida: "Nada por perder", el debut cinematográfico de Ova Sabatini». La Capital. 22 de noviembre de 2001. Consultado el 9 de mayo de 2019.
- «A las puertas de una sobredosis de cine argentino». Página/12. 3 de enero de 2001. Consultado el 28 de septiembre de 2020.
- «Películas argentinas ya terminadas». fotograma.com. 19 de junio de 2002. Consultado el 28 de septiembre de 2020.
- «Terminadas». La Voz del Interior. 17 de junio de 2002. Archivado desde el original el 13 de enero de 2021. Consultado el 28 de septiembre de 2020.
- «Cartelera porteña». El Día. 24 de septiembre de 2004. Consultado el 29 de septiembre de 2020.
- Chaina, Patricia (29 de septiembre de 1998). «La industria de los pilotos». Página/12. Consultado el 1 de octubre de 2020.
- «Vida o Droga [Duhalde presenta su libro “Los políticos y las drogas"]». Archivo Histórico RTA. 16 de septiembre de 1989. Consultado el 4 de septiembre de 2020.
- «Verónica, el rostro del amor (1982/1983)». Nuestros Actores. Consultado el 6 de octubre de 2020. (enlace roto disponible en Internet Archive; véase el historial, la primera versión y la última).
- «Cara a cara (1983)». Nuestros Actores. Archivado desde el original el 14 de enero de 2021. Consultado el 6 de octubre de 2020.
- «El día que me quieras (1994/1995)». Nuestros Actores. Archivado desde el original el 13 de noviembre de 2021. Consultado el 6 de octubre de 2020.
- «Más que amigos (2004/2005)». Nuestros Actores. Archivado desde el original el 13 de enero de 2021. Consultado el 22 de septiembre de 2020.
- «El día que me quieras». diezminutos.es (España: Hearst Magazines España). 11 de enero de 2018. Consultado el 17 de septiembre de 2019.
- Molinari, Beatriz (15 de noviembre de 2019). «Laura Fidalgo: El escenario es mi vida». La Voz del Interior. Consultado el 27 de octubre de 2020.